# Sindrom policističnih jajčnikov
Sindrom policističnih jajčnikov ali sindrom policističnih ovarijev je skupek simptomov in bolezenskih znakov pri povišanih vrednostih androgenov (moških spolnih hormonov) pri ženski. Znaki in simptomi zajemajo neredne ali povsem odsotne menstrualne cikle, čezmerne ali podaljšane menstruacije (menoragija), hirsutizem (poraščenost moškega tipa pri ženskah), akne, bolečine v medeničnem predelu, težave s plodnostjo, acanthosis nigricans (temni poroženevajoči predeli kože v predelih kožnih pregibov in gub). S sindromom policističnih jajčnikov so povezani sladkorna bolezen tipa 2, debelost, obstruktivna apneja med spanjem, srčne bolezni, motnje razpoloženja, rak maternične sluznice.
Sindrom policističnih jajčnikov nastane zaradi preplete genetskih in okolijskih dejavnikov. Med dejavnike tveganja spadajo debelost, pomanjkanje telesne dejavnosti ter pojavljanje bolezni v družini. Za postavitev diagnoze sta potrebna dva od naslednjih treh znakov: odsotnost ovulacije, povišane ravni androgenov v krvi in ciste na jajčnikih. Prisotnost cist na jajčnikih se lahko ugotovi z ultrazvočnim slikanjem. Druge bolezni s podobno simptomatiko so adrenalna hiperplazija, hipotiroidizem in visoke ravni prolaktina v krvi.
Za sindrom policističnih jajčnikov ne poznamo zdravila ali drugega ukrepa, ki bi vodil v popolno ozdravitev. Bolezen lahko ublažijo spremembe življenjskega sloga, kot sta izguba telesne teže in telesna dejavnost. Uporaba kontracepcijskih tablet lahko pomaga pri uravnavanju menstrualnega cikla ter ublažitvi prekomerne poraščenosti in aken. Za zdravljenje se lahko uporabijo tudi metformin in zdravila z antiandrogenim delovanjem. Za zdravljenje aken in prekomerne poraščenosti se lahko uporabijo druge ustrezne oblike zdravljenja. Pri izboljšanju plodnosti lahko pomagata izguba telesne teže ter uporaba klomifena ali metformina. Pri bolnicah, pri katerih drugi ukrepi niso učinkoviti, se lahko opravi tudi zunajtelesna oploditev.
Sindrom policističnih jajčnikov je najpogostejša endokrina motnja pri ženskah med 18. in 44. letom starosti. Po oceni prizadene okoli 2 do 20 % žensk v tem obdobju; ocene se razlikujejo glede na opredelitev same bolezni. Pri ženskah, ki so neplodne zaradi odsotnosti ovulacije, je sindrom policističnih jajčnikov najpogostejši vzrok. Bolezensko stanje, ki jo danes poznamo pod imenom sindrom policističnih jajčnikov, so prvič opisali v Italiji leta 1721.

## Znaki in simptomi
Klinična slika bolezni je zelo pestra, eden vodilnih simptomov pa je neplodnost zaradi kronične anovulacije (popolne odsotnosti ovulacije) oziroma oligoovulacije (preredke ovulacije).
Poleg motenj menstrualnega cikla (popolnoma odsotne ali preredke menstruacije) se lahko pojavljajo še naslednji znaki in simptomi:
- povišane ravni moških hormonov (hiperandrogenizem) – najpogosteje se kaže kot mozoljavost, hirsutizem (prekomerna poraščenost moškega tipa pri ženski, na primer na bradi in prsih), povzroči pa lahko tudi močne im podaljšane menstruacije (hipermenoreja), andrigeno alopecijo (tanšanje las ali njihovo izpadanje) ter druge simptome;[17][20]
- presnovni sindrom – kaže se kot nagnjenost k centralni debelosti (v predelu trebuha) ter povzroča druge simptome, ki so povezani z neodzivnostjo na inzulin.[17] Pri bolnicah s sindromom policističnih jajčnikov so povišane serumske ravni inzulina, in homocisteina.[21]

## Vzrok
Glede na veliko raznolikost in kompleksnost klinične slike je razvoj sindroma policističnih jajčnikov zelo verjetno posledica zapletenega medsebojnega vpliva genetskih dejavnikov in/ali dejavnikov  okolja  (način prehranjevanja, telesna dejavnost). Gre za multifaktorsko patogenezo, ki kljub številnim raziskavam ostaja  v veliki meri nepojasnjena.

## Zdravljenje
Za lajšanje sindroma policističnih jajčnikov se primarno priporoča sprememba življenjskega sloga in uporaba zdravil.

### Sprememba življenjskega sloga
Velik delež bolnic s sindromom policističnih jajčnikov ima preveliko telesno težo; ena od raziskav je ugotovila, da je takih 44 %. Debelost je tesno povezana z razvojem odpornosti na inzulin. Bolnice s sindromom policističnih jajčnikov imajo tudi povečano tveganje za zgodnji razvoj srčno-žilnih bolezni, saj se poleg  debelosti pri njih pogosteje pojavljajo dislipidemija (mejne ali visoke  vrednosti lipidov v krvi),  povečane vrednosti trigliceridov in LDL-holesterola v krvi ter zmanjšane vrednosti HDL-holesterola  v  krvi, povišan krvni tlak in  zgodnja  ateroskleroza. V povezavi s tem se bolnicam priporoča sprememba življenjskega sloga, ki zajema primerno dieto, redno telesno vadbo, izgubo telesne teže in ukinitev kajenja. Mnoge raziskave so pokazale, da izguba teže pri bolnicah s čezmerno težo lahko vodi v vzpostavitev ovulacije v nekaj tednih. Že 5-odstotna izguba telesne teže izboljša ovulacijo in plodnost, zato se vsem čezmerno  težkim  bolnicam  priporočata  telovadba in pravilna prehrana. V 6–9 mesecih se zmanjša hirsutizem, redni menstruacijski ciklusi pa se zopet pojavijo, ko se zniža vrednost androgenov.